# Паульсен, Эдвин
Эдвин Паульсен (норв. Edvin Paulsen; 3 декабря 1889, Кристиания — 13 марта 1963, Осло) — норвежский гимнаст, бронзовый призёр летних Олимпийских игр 1912 года по гимнастике в командном первенстве по шведской системе.